# Noritaka Fujisawa
Noritaka Fujisawa (藤澤 典隆 Fujisawa Noritaka?), född 23 augusti 1988 i Mie prefektur, är en japansk fotbollsspelare.
Fujisawa började sin karriär 2012 i Sagawa Shiga FC. 2013 flyttade han till SC Viktoria 06 Griesheim. 2014 flyttade han till FC Ryukyu. Han spelade 121 ligamatcher för klubben. 2018 flyttade han till Kagoshima United FC.